# 內政部 (摩爾多瓦)
摩尔多瓦内政部（羅馬尼亞語：Ministerul Afacerilor Interne, MAI) 是摩尔多瓦政府中十三个部門之一。它是负责特魯佩萊德憲兵的主要执行机构。